# San Biagio Platani
San Biagio Platani – miejscowość i gmina we Włoszech, w regionie Sycylia, w prowincji Agrigento.
Według danych na styczeń 2010 gminę zamieszkiwało 3567 osób przy gęstości zaludnienia 84,1 os./1 km².